# Casa Ipat'ev
Casa Ipat'ev (in russo Дом Ипатьева?) era la residenza di Nikolaj Ipat'ev, un mercante di Ekaterinburg, dove l'ex zar Nicola II di Russia, i membri della sua famiglia e della servitù furono assassinati a seguito della rivoluzione bolscevica. Curiosamente il suo nome è identico a quello del monastero Ipat'ev a Kostroma, dove i Romanov completarono la scalata al trono, nel 1613.

## Storia

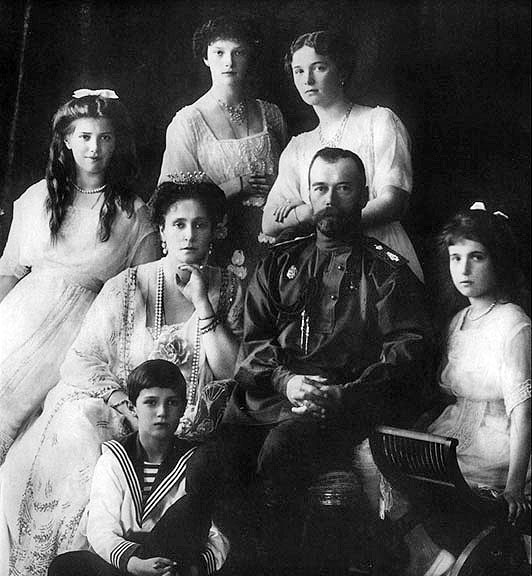
La famiglia imperiale russa nel 1913.

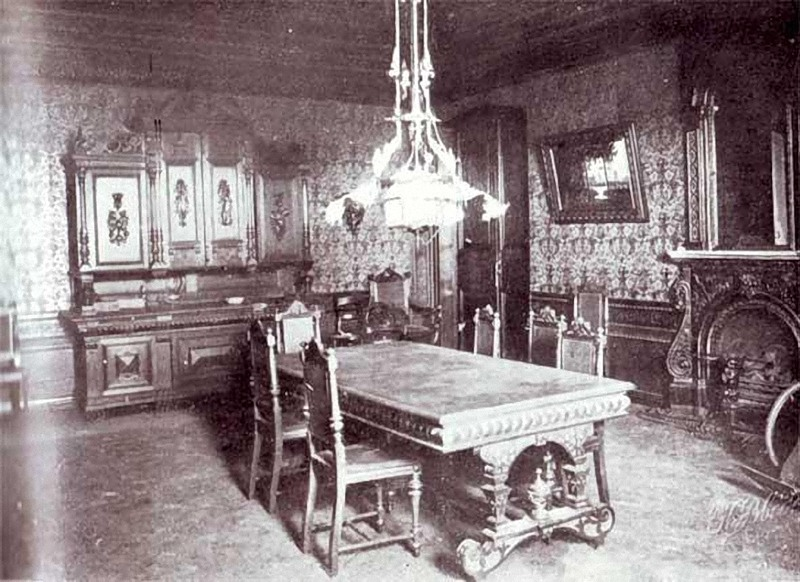
La sala da pranzo.

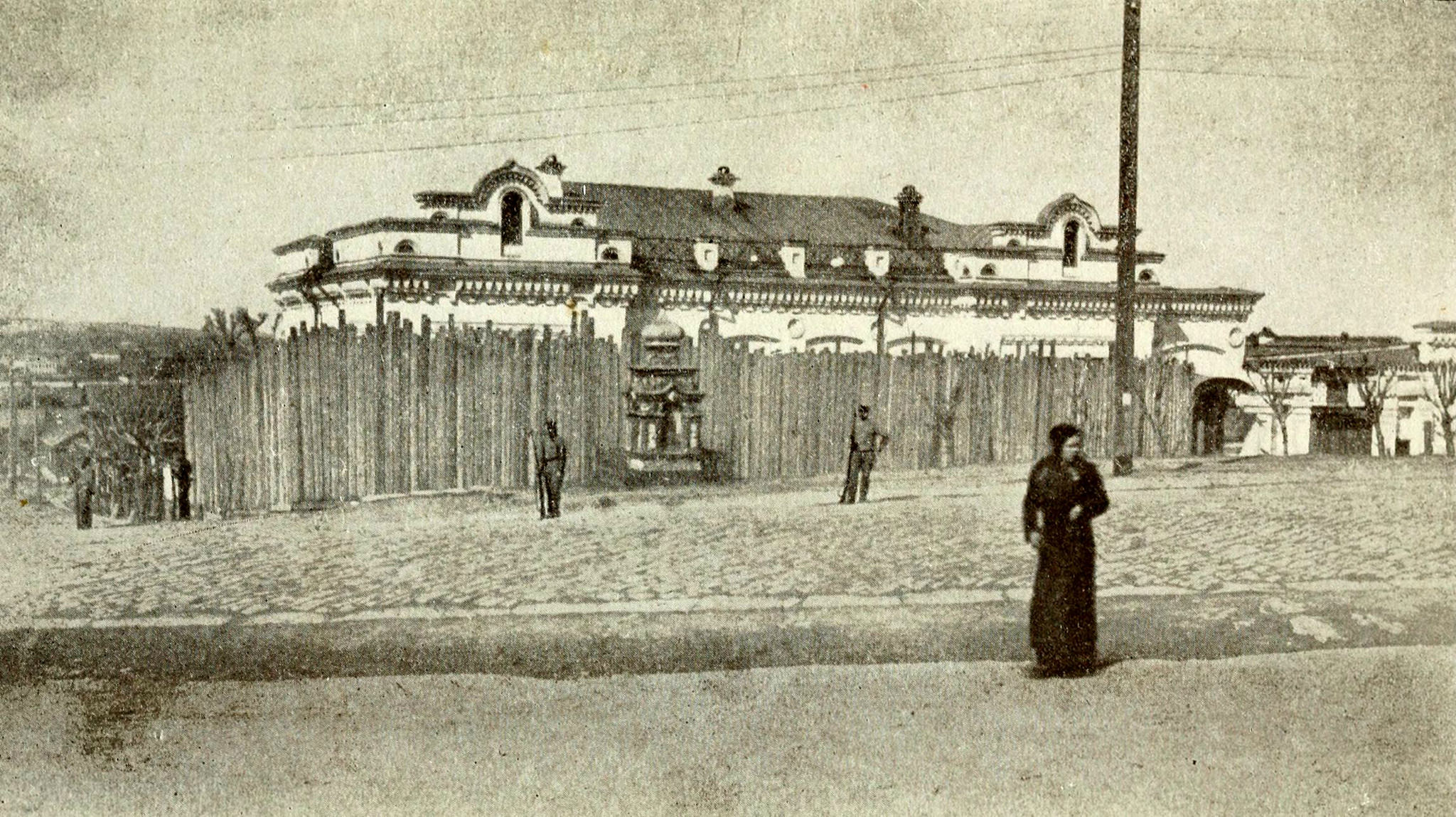
Casa Ipat'ev, con la palizzata eretta appena prima dell'arrivo di Nicola, Alessandra e di Maria il 30 aprile 1918. L'abbaino a sinistra della casa, in alto, era il luogo ove si trovava posizionata una mitragliatrice Maxim pronta all'uso. Subito sotto si trovava la camera da letto dello zar e della zarina.

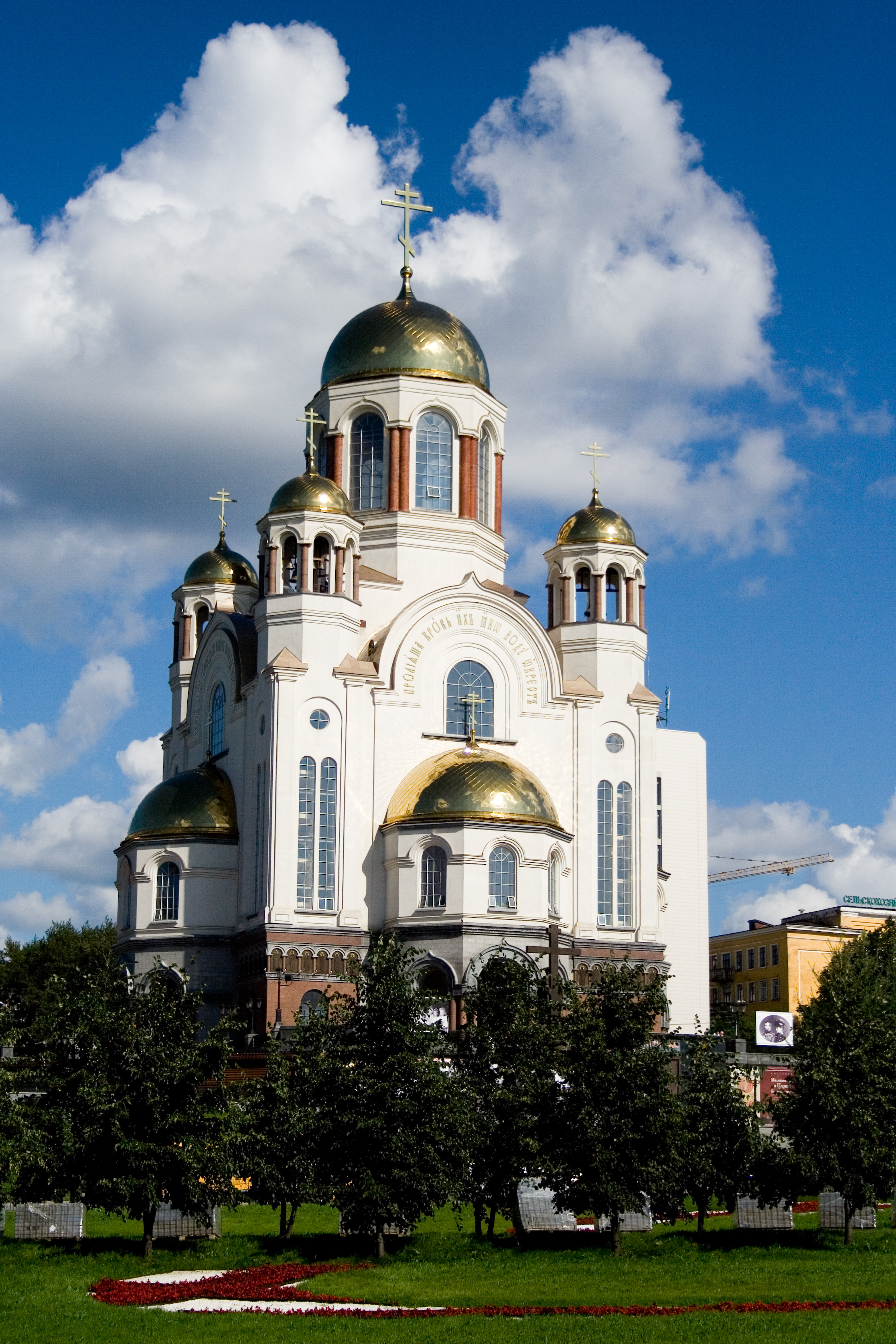
La Cattedrale sul sangue a Ekaterinburg.

Nel 1880 Ivan Redikorcev, un ufficiale con partecipazioni nell'industria mineraria, commissionò una casa a due piani da costruirsi sul pendio di una collina; venne costruito un elegante edificio con una facciata lunga 31 metri. Nel 1898 la villa passò a Šaravev, un commerciante in oro dalla dubbia reputazione, e poi dieci anni più tardi l'edificio venne acquistato da Nikolaj Nikolaevič Ipat'ev, un ingegnere militare, che trasformò il piano terra nel suo ufficio. Sembra che sia stato sulla base di informazioni fornite da Pëtr Vojkov, un diplomatico sovietico, che Ipat'ev venne convocato alla fine di aprile del 1918 nell'ufficio del Soviet degli Urali e gli venne ordinato di liberare quella che ben presto sarebbe stata chiamata "la casa dello scopo speciale".
La famiglia Romanov fu trasferita a casa Ipat'ev il 30 aprile e vi dimorò per 78 giorni. L'imperatore, la moglie, le loro quattro figlie (Ol'ga, Tat'jana, Marija e Anastasija), lo zarevič Aleksej, il dottore Evgenij Botkin, la cameriera Anna Demidova, il cuoco Ivan Charitonov e il valletto Aleksej Trupp vennero tutti assassinati da un commando della polizia segreta bolscevica agli ordini del capo della Čeka Jakov Jurovskij nella notte fra il 16 e il 17 luglio 1918; l'aiuto cuoco Leonid Sednev venne fatto allontanare da Casa Ipat'ev alcune ore prima e venne quindi risparmiato dall'esecuzione.
Lo squadrone d'esecuzione comprendeva quattro bolscevichi russi e sette soldati. Questi militari erano ungheresi, prigionieri di guerra che non parlavano russo; in quanto comunisti essi si erano uniti al primo reggimento fucilieri Kamyšov dell'Armata Rossa. Vennero scelti perché la Čeka locale temeva che dei soldati russi non avrebbero sparato allo zar e alla sua famiglia, particolarmente alle figlie. Uno di essi si chiamava Imre Nagy: alcuni ritengono che si trattasse del politico Imre Nagy che in seguito divenne primo ministro dell'Ungheria e che venne giustiziato dall'Armata Rossa dopo il fallimento della rivoluzione antisovietica del 1956. Questa teoria è avvalorata da numerosi storici russi, ma è invece generalmente rifiutata dagli esperti ungheresi. Benché Imre Nagy nel 1918 vivesse in Siberia, il nome è molto comune in Ungheria.
Già nel 1923 fotografie della casa recintata vennero diffuse dalla stampa sovietica con la didascalia «l'ultimo palazzo dell'ultimo zar». Nel 1927 la casa venne trasformata in una sede distaccata del Museo della rivoluzione negli Urali; divenne poi un istituto agrario prima di cambiare vita nuovamente nel 1938 come Museo antireligioso. Durante questo periodo era piuttosto comune che gruppi di apparatčik arrivassero con gite organizzate e posassero davanti al muro danneggiato dai proiettili della cantina dove lo zar e la sua famiglia vennero uccisi. Nel 1946 il suo controllo venne preso dal Partito Comunista. Nel 1974 venne formalmente iscritta tra i monumenti storico-rivoluzionari, ma, creando imbarazzo per il governo, essa divenne sempre più una meta di pellegrinaggio per coloro che intendevano onorare la memoria dell'ex famiglia imperiale.
Avvicinandosi il sessantesimo anniversario dell'esecuzione nel 1978, il Politburo decise di agire, dichiarando che la casa non aveva un'importanza storica sufficiente, e ne ordinò la demolizione. Il compito venne affidato al presidente del partito locale Boris El'cin che, pur contrario, distrusse la casa il 27 luglio 1977; in seguito egli scrisse nelle sue memorie, pubblicate nel 1990, che «prima o poi ci vergogneremo di questo atto di barbarie». Nonostante quest'azione, i pellegrini continuavano ad arrivare, spesso segretamente di notte e lasciando oggetti commemorativi sul luogo. Dopo la caduta dell'Unione Sovietica, venne costruita in loco la Cattedrale sul sangue, completata nel 2003 e diventata grande meta di pellegrinaggi.